# Fiat Sedici
El Fiat Sedici es un automóvil del segmento B producido por Suzuki. Su diseño, obra de los estudios Italdesign Giugiaro, es prácticamente idéntico al Suzuki SX4, y es fabricado en Esztergom, Hungría como 4x4 y en Shizuoka, Japón el SX4 en versión 4x2 y la serie limitada, Takumi. En la planta húngara llamada Magyar Suzuki Corporation, se produce junto al Suzuki SX4, Suzuki Swift, Suzuki Splash, Subaru Justy, Opel Agila y su variante inglesa, Vauxhall Agila. Fue presentado en Salón del Automóvil de Ginebra en el año 2005, con una producción aproximada 1/3 para Fiat y 2/3 para Suzuki. Sedici significa "dieciséis" en italiano, lo que es un juego de palabras con la cuenta matemática 16 = 4x4, que es una forma popular de referirse a un todoterreno.

## Historia
Se presentó en diciembre de 2005, en el Salón del Automóvil de Bolonia, Se fabricó en la planta Magyar Suzuki de Hungría. El volumen de producción previsto era de 60.000 unidades anuales, de las cuales un tercio serían vendidas por Fiat y dos tercios por Suzuki, con la marca SX4.

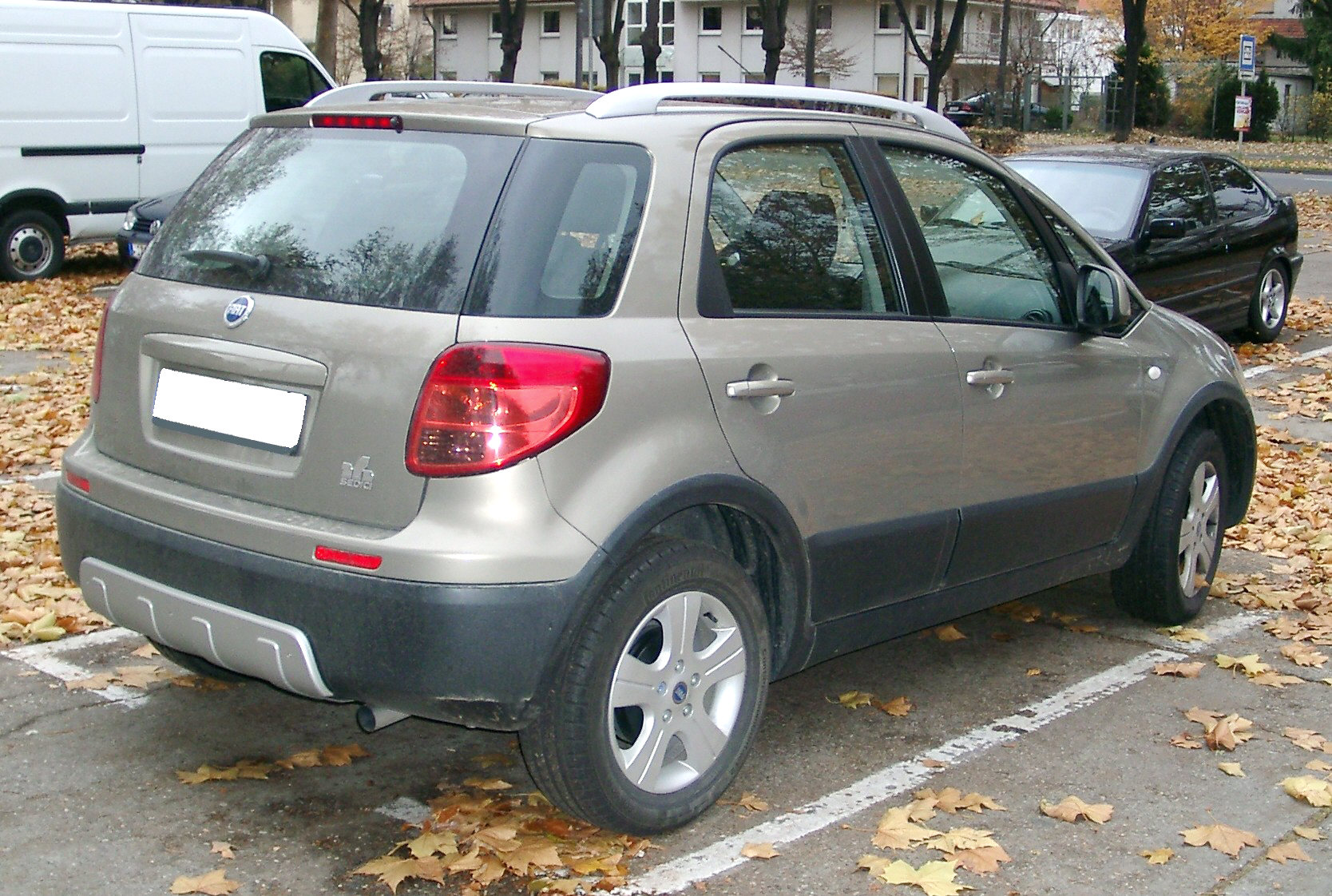
Fiat Sedici (pre-facelift)

El diseño fue creado por el estudio Italdesign Giugiaro de Giorgetto Giugiaro y supuso una alternativa a los minivehículos multiusos (MPV), que tienen una apariencia más cuadrada. Fue el coche oficial de los Juegos Olímpicos de Invierno de 2006. Al tener tracción en las cuatro ruedas, podría considerarse un 4x4.
Con solo pulsar un interruptor, el conductor puede cambiar entre los modos de transmisión 4x2 y 4x4. El coche también incluye control electrónico de estabilidad (ESC) como opción y un filtro de partículas diésel (DPF) de serie.
Fue el segundo SUV más vendido en el mercado italiano en noviembre de 2006, y para junio de 2007, era el vehículo más vendido de su categoría. Desde 2012, el Sedici se vende en Israel con caja de cambios automática (cuatro velocidades) o manual (cinco velocidades). En 2010, el Sedici se retiró del Reino Unido debido a las bajas ventas.

## Sedici 4x2

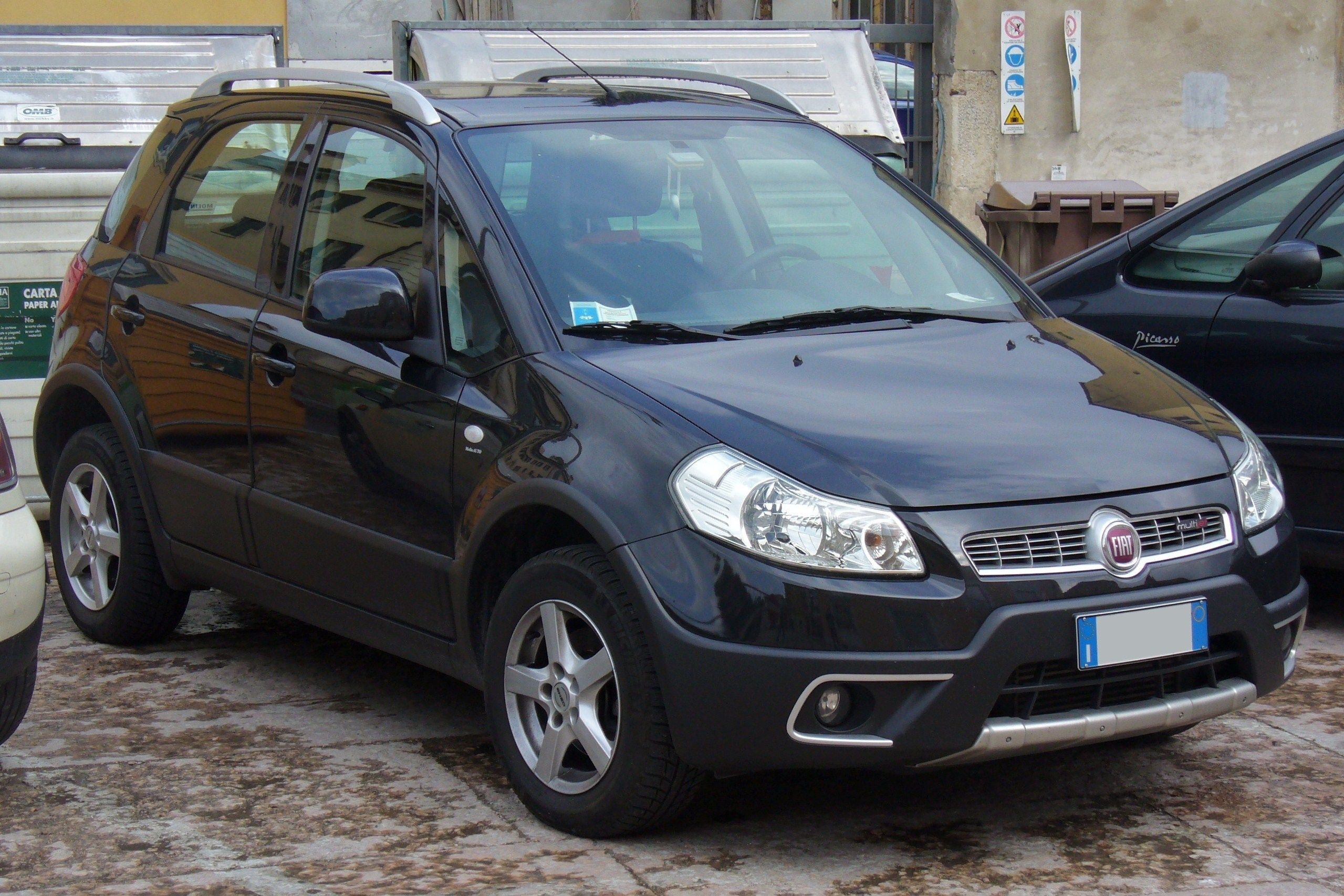
2009 Fiat Sedici (facelift)

La versión de tracción delantera del Sedici se presentó en mayo de 2008. Estaba disponible con las mismas opciones de motor que la versión 4x4 y en dos niveles de equipamiento: Dynamic y Emotion. Su precio en Italia era unos 2000 € más bajo que el de la versión 4x4.

### Motorizaciones
Había dos motores disponibles: un Suzuki de gasolina de 1,6 L y un Fiat turbodiésel de 1,9 L.
| Model               | Engine | Displacement | Power                                               | Torque                                     | Top speed                              |
| ------------------- | ------ | ------------ | --------------------------------------------------- | ------------------------------------------ | -------------------------------------- |
| 1.6 Petrol          | I4     | 1586 cc      | 107 caballos de vapor (78,7 kW; 105,5 HP) @5600 rpm | 145 newtons·metro (106,9 lb·pie) @4000 rpm | 4WD: 170 kilómetros por hora (106 mph) |
| 1.9 Multijet Diesel | I4     | 1910 cc      | 120 caballos de vapor (88 kW; 118 HP) @4000 rpm     | 280 newtons·metro (207 lb·pie) @2050 rpm   | 4WD: 180 kilómetros por hora (112 mph) |

## Rediseño de 2009
En marzo de 2009, el Sedici recibió una actualización más sustancial: una parrilla delantera modificada, similar a la del Bravo, y un parachoques nuevo. En el interior, contaba con una instrumentación más sofisticada, nuevas tapicerías, se cambiaron las salidas de aire acondicionado y se incorporaron nuevos motores que cumplían con la normativa Euro 5.
El motor Multijet de 1.9 litros fue sustituido por el más moderno Multijet de 2.0 litros, que generaba 135 caballos de vapor (99 kW; 133 CV). Además, el motor de gasolina de 1.6 litros se actualizó a 120 caballos de vapor (88 kW; 118 CV), con un menor consumo de combustible. Esto coincidió con la retirada de las ventas del Sedici en el Reino Unido, aunque se vendieron allí algunos modelos rediseñados.
| Modelo                      | Motor                     | Cilindrada | Potencia                                            | Par motor                        | Velocidad máxima                                  |
| --------------------------- | ------------------------- | ---------- | --------------------------------------------------- | -------------------------------- | ------------------------------------------------- |
| 1.6 Petrol                  | Cuatro cilindros en línea | 1586 cc    | 120 caballos de vapor (88 kW; 118 HP) @6000 rpm     | 156 N·m (115,1 lb·pie) @4400 rpm | FWD: 185 km/h (115 mph) 4WD: 175 km/h (108,7 mph) |
| 2.0 16V Diesel Multijet DPF | Cuatro cilindros en línea | 1956 cc    | 135 caballos de vapor (99,3 kW; 133,2 HP) @3500 rpm | 320 N·m (236 lb·pie) @1500 rpm   | FWD: 190 km/h (118 mph) 4WD: 180 km/h (112 mph)   |

Fuente 

## Motores

### 2006 - 2009
El Fiat Sedici contó inicialmente, hasta el 2009, con dos motores dentro de su gama, un 1.6 litros de origen Suzuki y un motor Fiat turbodiesel JTD de 1.9 litros con tecnología MultiJet.
| Modelo              | Motor                | Cilindrada | Potencia          | Torque            | Velocidad Máxima         |
| ------------------- | -------------------- | ---------- | ----------------- | ----------------- | ------------------------ |
| 1.6 Gasolina        | 4 cilindros en línea | 1586 cc    | 106 HP @ 5600 rpm | 145 Nm @4000 rpm  | 4WD:170 km/h (105,6 mph) |
| 1.9 Multijet Diesel | 4 cilindros en línea | 1910 cc    | 119 HP @ 4000 rpm | 280 Nm @ 2050 rpm | 4WD:180 km/h (111,8 mph) |

### 2009 - 2014
Con el rediseño de 2009 se mejoran las prestaciones del motor Suzuki de gasolina, y aparece un nuevo motor turbodiesel JTD Multijet de 16V, de nueva generación y con filtro de partículas.
| Modelo                          | Motor                | Cilindrada | Potencia          | Torque            | Velocidad máxima                                  |
| ------------------------------- | -------------------- | ---------- | ----------------- | ----------------- | ------------------------------------------------- |
| 1.6 Gasolina                    | 4 cilindros en línea | 1586 cc    | 119 HP @ 6000 rpm | 156 Nm @ 4400 rpm | FWD:185 km/h (115 mph) 4WD:175 km/h (108,7 mph)   |
| 2.0 16V JTD Diesel MultiJet DPF | 4 cilindros en línea | 1956 cc    | 134 hp @ 3500 rpm | 320 Nm @ 1500 rpm | FWD:190 km/h (118,1 mph) 4WD:180 km/h (111,8 mph) |

## Producción total
| Año  | Producción |
| ---- | ---------- |
| 2012 | 8,683      |
| 2011 | 14,777     |
| 2010 | 16,505     |
| 2009 | 19,315     |
| 2008 | 30,952     |
| 2007 | 34,522     |
| 2006 | 24,943     |
| 2005 | 350        |